# Barra do Ribeira
Barra do Ribeira é um bairro do município brasileiro de Iguape, no litoral do estado de São Paulo.

## História

### Origem
Sua origem remonta a uma vila de pescadores localizada na margem oriental da barra do rio Ribeira de Iguape.
A população da Barra do Ribeira pode ser definida como caiçara, habitando em casas feitas de madeiras que se encontravam na praia, que encostavam no barranco quando havia maré cheia.
Com o desenvolvimento da Barra do Ribeira, a praia da Barra e a Estação Ecológica da Jureia-Itatins, juntamente com o Senhor Bom Jesus de Iguape, passaram a ser as atrações turísticas. Paralelamente a população da Barra do Ribeira criou uma grande festa (Festa do Robalo) que acontece todos os anos em novembro na comunidade caiçara, e que por seu turno se tornou também um atrativo para os turistas que visitam a Barra do Ribeira, pois é uma festa beneficente da comunidade.
Aos pouco a pequena vila de pescadores, que a cada ano recebia pessoas de todos os lugares, foi crescendo e se desenvolvendo,  tornando-se num bairro, da cidade de Iguape.
Da cultura caiçara ficou o cerco, o covo e a rede de corrico, utensílios utilizado na pesca da manjuba, da tainha, do camarão e do siri, bem como o espinhel (corda extensa onde prende anzóis) e redes: tarrafa, picaré, jereré, puçá e faz nos rios as cercas ou chiqueiros de peixes. A pesca com rede requer o uso de canoa - a ubá. A rede mede cerca de 140 braças de comprimento por 6 de largura. Para facilitar a flutuação na parte superior da rede colocam bóias de cortiça. E na parte inferior colocam as chumbadas ou peso de barro cozido. Nas extremidades da rede, colocam cordas para puxar o arrastão. Colocam a rede no mar, levada pela ubá, e depois vêm arrastando até a praia - é o famoso "arrastão".

## Geografia

### População
Pelo Censo 2010 (IBGE) a população do bairro era de 979 habitantes.

## Infraestrutura

### Comunicações
No setor de telefonia o distrito era atendido pela Telecomunicações de São Paulo (TELESP), que inaugurou a central telefônica utilizada até os dias atuais. Em 1998 esta empresa foi vendida para a Telefônica, que em 2012 adotou a marca Vivo para suas operações.

## Atrações turísticas
- Praia da Juréia
- Igreja de São Pedro
- Costão da Juréia
- Trilha do Imperador
- Rio Verde
- Cachoeira do Bom Jesus de Iguape